# Силистра (община)
Община Силистра е разположена в Североизточна България и е една от съставните общини на област Силистра.

## География

### Географско положение, граници, големина
Общината е разположена в северната част на област Силистра. С площта си от 515,891 km2 заема 2-ро място сред 7-те общините на областта, което съставлява 18,12% от територията на областта. Границите ѝ са следните:
- на югоизток – община Кайнарджа;
- на юг – община Алфатар и община Дулово;
- на запад – община Ситово;
- на север и североизток – Румъния.

### Природни ресурси

#### Релеф
Община Силистра се намира в северната част Източната Дунавска равнина. Релефът ѝ е равнинен и ниско хълмист, наклонен на север с надморска височина от 200 m на юг до 50 m на север, набразден от дълбоки (на места над 100 m) спрямо околния терен суходолия. Крайните ѝ южни райони попадат в обсега на северната, ниска част на Лудогорското плато, а крайните ѝ източни – в западната част на Добруджанското плато. Максималната ѝ височина се намира в най-южната ѝ част, югоизточно от село Брадвари – 221,4 m н.в., а най-ниската – 9 m н.в., на брега на река Дунав при Силистра. В северната част на общината, покрай брега на Дунав се простира Айдемирската низина (34 km2, дължина 17 km, ширина до 3 km) с надморска височина от 12 до 40 m.

#### Води
По северната граница на община Силистра, на протежение от 23 km (от km 375 до km 398, километрите се броят нагоре от устието на реката) преминава участък от долното течение на река Дунав.
С изключение на река Дунав на територията на общината липсват повърхностно течащи води. При силни дъждове и при топенето на снеговете по суходолията протичат водни течения, които по-късно и през лятото пресъхват. При поройни дъждове водите прииждат с голяма сила и унищожават всичко в коритата си. През нейната територия преминават три големи суходолия, дълбоко всечени сред околния терен. Първото от тях (източното) е на река Канагьол (десен „приток“ на Дунав). То навлиза в пределите на общината югозападно от село Попкралево на 67 m н.в. Минава югоизточно и източно от село Богорово и североизточно от него напуска пределите на общината и навлиза на румънска територия на 21 m н.в. При село Богорово на 25 m н.в. в него отдясно се „влива“ суходолието на Хърсовска река, което навлиза в общината на 49 m н.в. и минава между селата Попкралево и Главан. В западната част на общината, от юг на север преминава третото голямо суходолие на територията ѝ – Демиркулак (Дуванкулак, Дерменкулак, което се „влива“ в езерото Сребърна). То навлиза в общината западно от село Йорданово на 52 m н.в, минава западно от село Сърпово и източно от село Сребърна и североизточно от последното се „влива“ в езерото Сребърна на 10 m н.в.

### Населени места
Общината се състои от 19 населени места. Списък на населените места, подредени по азбучен ред, население и площ на землищата им:
| Населено място | Пребр. на населението през 2021 г. | Площ на землището (в км2) | Забележка (старо име)           | Населено място       | Пребр. на населението през 2021 г. | Площ на землището (в км2) | Забележка (старо име)               |
| Айдемир        | 5273                               | 64,745                    | Княз Хесенски                   | Полковник Ламбриново | 139                                | 9,669                     | Фрашари                             |
| Бабук          | 444                                | 36,665                    |                                 | Попкралево           | 36                                 | 20,372                    | Гюргенджик                          |
| Богорово       | 100                                | 9,281                     | Грамосте                        | Професор Иширково    | 969                                | 36,503                    | Кочина                              |
| Брадвари       | 859                                | 38,059                    | Балтаджи ени кьой               | Силистра             | 28 466                             | 27,159                    |                                     |
| Българка       | 88                                 | 21,787                    | Бръчма ени кьой, Полковник Боде | Смилец               | 326                                | 28,005                    | Кара Омур                           |
| Ветрен         | 163                                | 30,245                    |                                 | Срацимир             | 201                                | 21,286                    | Кара Орман                          |
| Главан         | 46                                 | 16,303                    | Али фак                         | Сребърна             | 534                                | 39,065                    |                                     |
| Йорданово      | 613                                | 30,778                    | Голебина чаталджа, Сабин        | Сърпово              | 22                                 | 10,507                    | Сюнеч                               |
| Казимир        | 89                                 | 18,020                    |                                 | Ценович              | 59                                 | 8,868                     | Генерал Прапорджуску, Майор Ценович |
| Калипетрово    | 3339                               | 48,574                    | Петрово, Станчево               | ОБЩО                 | 41766                              | 515,891                   | няма населени места без землища     |

## Административно-териториални промени
- МЗ № 2191/обн. 27.06.1942 г. – преименува с. Резоаре на с. Багатур;

– преименува с. Грамосте на с. Богорово;
– преименува с. Балтаджи ени кьой на с. Брадвари;
– преименува с. Али фак на с. Главан;
– преименува с. Айдемир на с. Княз Хесенски;
– преименува с. Генерал Прапорджеску на с. Майор Ценович;
– преименува с. Реджина Мария на с. Ново Петрово;
– преименува с. Калипетрово на с. Петрово;
– преименува с. Бръчма ени кьой на с. Полковник Боде;
– преименува с. Фрашари на с. Полковник Ламбриново;
– преименува с. Гюргенджик на с. Попкралево;
– преименува с. Кочина на с. Професор Иширково;
– преименува с. Голебина чаталджа на с. Сабин;
– преименува с. Кара Омур на с. Смилец;
– преименува с. Кара Орман на с. Срацимир;
– преименува с. Бръчма на с. Стубел;
– преименува с. Сюнеч на с. Сърпово;
– преименува с. Карол ІІ на с. Цар Фердинанд;
- МЗ /обн. 28.12.1943 г. – възстановява старото име на с. Княз Хесенски на с. Айдемир;

– преименува с. Стубел на с. Княз Хесенски;
- МЗ № 3688/обн. 05.06.1945 г. – преименува с. Княз Хесенски на с. Бръчма;
- след 1946 г. – преименувано е с. Багатур на с. Изгрев без административен акт;
- МЗ № 5530/обн. 17.09.1947 г. – преименува с. Сабин на с. Йорданово;
- Указ № 107/обн. 13.03.1951 г. – преименува с. Полковник Боде на с. Българка;

– преименува с. Петрово на с. Станчево;
- Указ № 317/обн. 13.12.1955 г. – заличава с. Бръчма и го присъединява като квартал на с. Българка;

– заличава с. Голебина и го присъединява като квартал на с. Йорданово;
– заличава с. Татарица и го присъединява като квартал на с. Айдемир;
– заличава с. Ново Петрово и го присъединява като квартал на с. Станчево;
- през 1956 г. – преименувано е с. Майор Ценович на с. Ценович без административен акт;
- Указ № 148/обн. 29.05.1956 г. – възстановява старото име на с. Станчево на с. Калипетрово;
- Указ № 881/обн. 30.11.1965 г. – заличава с. Цар Фердинанд и го присъединява като квартал на гр. Силистра;
- Указ № 1840/обн. 24.11.1970 г. – заличава селата Айдемир и Калипетрово и ги присъединява като квартали на гр. Силистра;
- Указ № 203/обн. 02.03.1976 г. – отделя кварталите Айдемир и Калипетрово от гр. Силистра и ги възстановява като отделни населени места – с. Айдемир и с. Калипетрово;
- Указ № 3005/обн. 09.10.1987 г. – закрива община Професор Иширково и заедно с включените в състава ѝ населени места я присъединява към община Силистра.

## Население
Численост на населението според преброяванията през годините:
| Година на преброяване | Численост |
| 1934                  | 42 108    |
| 1946                  | 43 523    |
| 1956                  | 46 227    |
| 1965                  | 55 452    |
| 1975                  | 69 023    |
| 1985                  | 75 802    |
| 1992                  | 71 889    |
| 2001                  | 61 942    |
| 2011                  | 51 386    |
| 2021                  | 41 766    |

### Етнически състав
Преброяване на населението през 2011 г.
Численост и дял на етническите групи според преброяването на населението през 2011 г., по населени места (подредени по численост на населението):
| Населено място       | Численост | Численост | Численост | Численост | Численост | Численост           | Численост     | Населено място       | Дял (в %) | Дял (в %) | Дял (в %) | Дял (в %) | Дял (в %)           | Дял (в %)     |
| Населено място       | Общо      | Българи   | Турци     | Цигани    | Други     | Не се самоопределят | Не отговорили | Населено място       | Българи   | Турци     | Цигани    | Други     | Не се самоопределят | Не отговорили |
| Общо                 | 51 386    | 40 707    | 6258      | 899       | 284       | 230                 | 3008          | 100.00               | 79.21     | 12.17     | 1.74      | 0.55      | 0.44                | 5.85          |
| -------------------- | --------- | --------- | --------- | --------- | --------- | ------------------- | ------------- | -------------------- | --------- | --------- | --------- | --------- | ------------------- | ------------- |
| Силистра             | 35 607    | 29 677    | 3458      | 123       | 190       | 180                 | 1979          | Силистра             | 83.34     | 9.71      | 0.34      | 0.53      | 0.50                | 5.55          |
| Айдемир              | 6087      | 5209      | 468       | 7         | 64        | 35                  | 304           | Айдемир              | 85.57     | 7.68      | 0.11      | 1.05      | 0.57                | 4.99          |
| Калипетрово          | 4266      | 2776      | 516       | 333       | 10        | 6                   | 625           | Калипетрово          | 65.07     | 12.09     | 7.80      | 0.23      | 0.14                | 14.65         |
| Професор Иширково    | 1146      | 559       | 518       | 27        | 5         | 0                   | 37            | Професор Иширково    | 48.77     | 45.20     | 2.35      | 0.43      | 0.00                | 3.22          |
| Брадвари             | 1016      | 15        | 979       |           |           |                     | 18            | Брадвари             | 1.47      | 96.35     |           |           |                     | 1.77          |
| Сребърна             | 655       | 637       |           |           | 9         |                     | 3             | Сребърна             | 97.25     |           |           | 1.37      |                     | 0.45          |
| Йорданово            | 610       | 42        | 297       | 264       |           |                     | 6             | Йорданово            | 6.88      | 48.68     | 43.27     |           |                     | 0.98          |
| Бабук                | 528       | 378       |           | 132       |           |                     | 10            | Бабук                | 71.59     |           | 25.00     |           |                     | 1.89          |
| Смилец               | 371       | 351       | 3         | 0         | 0         | 4                   | 13            | Смилец               | 94.60     | 0.80      | 0.00      | 0.00      | 1.07                | 3.50          |
| Срацимир             | 289       | 276       | 5         | 0         | 0         | 0                   | 8             | Срацимир             | 95.50     | 1.73      | 0.00      | 0.00      | 0.00                | 2.76          |
| Ветрен               | 237       | 237       | 0         | 0         | 0         | 0                   | 0             | Ветрен               | 100.00    | 0.00      | 0.00      | 0.00      | 0.00                | 0.00          |
| Казимир              | 116       | 110       | 0         | 6         | 0         | 0                   | 0             | Казимир              | 94.82     | 0.00      | 5.17      | 0.00      | 0.00                | 0.00          |
| Българка             | 103       | 100       | 0         | 0         | 0         | 0                   | 3             | Българка             | 97.08     | 0.00      | 0.00      | 0.00      | 0.00                | 2.91          |
| Полковник Ламбриново | 87        | 87        | 0         | 0         | 0         | 0                   | 0             | Полковник Ламбриново | 100.00    | 0.00      | 0.00      | 0.00      | 0.00                | 0.00          |
| Богорово             | 74        | 74        | 0         | 0         | 0         | 0                   | 0             | Богорово             | 100.00    | 0.00      | 0.00      | 0.00      | 0.00                | 0.00          |
| Попкралево           | 68        | 68        | 0         | 0         | 0         | 0                   | 0             | Попкралево           | 100.00    | 0.00      | 0.00      | 0.00      | 0.00                | 0.00          |
| Главан               | 56        | 56        | 0         | 0         | 0         | 0                   | 0             | Главан               | 100.00    | 0.00      | 0.00      | 0.00      | 0.00                | 0.00          |
| Ценович              | 41        | 36        |           | 0         |           |                     | 2             | Ценович              | 87.80     |           | 0.00      |           |                     | 4.87          |
| Сърпово              | 29        | 19        | 10        | 0         | 0         | 0                   | 0             | Сърпово              | 65.51     | 34.48     | 0.00      | 0.00      | 0.00                | 0.00          |

### Вероизповедания
Численост и дял на населението по вероизповедание според преброяването на населението през 2011 г.:
|                     | Численост | Дял (в %) |
| Общо                | 51 386    | 100.00    |
| Православие         | 32 007    | 62.28     |
| Католицизъм         | 177       | 0.34      |
| Протестантство      | 386       | 0.75      |
| Ислям               | 5020      | 9.76      |
| Друго               | 99        | 0.19      |
| Нямат               | 2491      | 4.84      |
| Не се самоопределят | 3287      | 6.39      |
| Непоказано          | 7919      | 15.41     |

## Политика

### Общински съвет
Състав на общинския съвет, избиран на местните избори през годините:
| Партия или сдружение                                                                          | 2003    | 2007    | 2011 | 2015    |
| Избирателна активност по време на изборите                                                    | 51,32 % | 48,91 % |      | 50,69 % |
| Общ брой места                                                                                | 33      | 33      | 33   | 33      |
| --------------------------------------------------------------------------------------------- | ------- | ------- | ---- | ------- |
| ГЕРБ                                                                                          |         | 9       | 12   | 12      |
| Местна коалиция „Гражданско единство“                                                         |         |         | 6    | 7       |
| Българска социалистическа партия                                                              | 9       | 6       | 7    | 5       |
| Движение за права и свободи                                                                   | 4       | 4       | 3    | 2       |
| Движение 21                                                                                   |         |         |      | 2       |
| Социалдемократическа партия                                                                   |         |         |      | 2       |
| Алтернатива за българско възраждане                                                           |         |         |      | 2       |
| Национален фронт за спасение на България                                                      |         |         |      | 1       |
| Политическо движение „Социалдемократи“                                                        | 4       | 3       | 2    |         |
| Атака                                                                                         |         | 4       | 2    |         |
| ВМРО – Българско национално движение                                                          | 1       | 2       | 1    |         |
| Коалиция „За Силистра“ (Съюз на свободните демократи, Български демократичен съюз „Радикали“) |         | 2       |      |         |
| Тодор Маринов Тодоров – Инициативен комитет                                                   |         | 1       |      |         |
| Николета Димитрова Колева – Инициативен комитет                                               |         | 1       |      |         |
| Свободен избор                                                                                |         | 1       |      |         |
| Национално движение „Симеон Втори“                                                            | 3       |         |      |         |
| Съюз на демократичните сили                                                                   | 3       |         |      |         |
| Коалиция „Утрешния ден на Силистра“                                                           | 3       |         |      |         |
| Блокът на Жорж Ганчев                                                                         | 1       |         |      |         |
| Българска социалдемокрация                                                                    | 1       |         |      |         |
| Съюз на свободните демократи                                                                  | 1       |         |      |         |
| Ели Илия Келесис – Тодорова – Инициативен комитет                                             | 1       |         |      |         |
| Българска социалдемократическа партия                                                         | 1       |         |      |         |
| Обединен блок на труда                                                                        | 1       |         |      |         |

Награда за община Силистра е:
- Победител в категория „Инвестиции и работни места“, раздел „средни общини“, в онлайн конкурса „Кмет на годината, 2017“. Приз за кмета д-р Юлиян Найденов за привличане на инвеститори и разкриване на работни места.

## Транспорт
През североизточната на общината преминава последният участък от 18,5 km от трасето на жп линията Самуил – Силистра.
През общината преминават изцяло или частично 7 пътя от Републиканската пътна мрежа на България с обща дължина 112,5 km:
- началният участък от 17 km от Републикански път I-7 (от km 0 до km 17,0);
- последният участък от 24,6 km от Републикански път II-21 (от km 90,3 до km 114,9);
- началният участък от 15,4 km от Републикански път II-71 (от km 0 до km 15,4);
- целият участък от 15,5 km от Републикански път III-213;
- целият участък от 10,2 km от Републикански път III-215;
- началният участък от 22,4 km от Републикански път III-218 (от km 0 до km 22,4);
- участък от 7,4 km от Републикански път III-7001 (от km 5,5 до km 12,9).

## Топографски карти
- Лист от карта K-35-7. Мащаб: 1 : 100 000.
- Лист от карта L-35-139. Мащаб: 1 : 100 000.